# Fontana (Gozo)
Fontana (in maltese Il-Fontana) è un villaggio sull'isola di Gozo a Malta.
È conosciuto localmente con il nome di Triq tal-Ghajn (“La via della sorgente” in maltese).